# Романг, Мартин
Ма́ртин Ро́манг (нем. Martin Romang; род. 1977) — швейцарский кёрлингист
В составе мужской сборной Швейцарии участник трёх чемпионатов мира (бронзовые призёры в 1999). Двукратный чемпион Швейцарии среди мужчин.
Играл в основном на позиции второго.

## Достижения
- Чемпионат мира по кёрлингу среди мужчин: бронза (1999).
- Чемпионат Швейцарии по кёрлингу среди мужчин: золото (1999, 2001).

## Команды
| Сезон   | Четвёртый       | Третий         | Второй        | Первый           | Запасной                             | Турниры                             |
| ------- | --------------- | -------------- | ------------- | ---------------- | ------------------------------------ | ----------------------------------- |
| 1996—97 | Маркус Эгглер   | Доминик Андрес | Мартин Романг | Philip Karnusian |                                      |                                     |
| 1998—99 | Патрик Хюрлиман | Доминик Андрес | Мартин Романг | Диего Перрен     | Патрик Лёртшер тренер: Штефан Кайзер | ЧШМ 1999 · ЧМ 1999                  |
| 1999—00 | Патрик Хюрлиман | Доминик Андрес | Мартин Романг | Диего Перрен     | Патрик Лёртшер тренер: Штефан Кайзер | ЧЕ 1999 (4 место) ЧМ 2000 (6 место) |
| 2000—01 | Патрик Хюрлиман | Доминик Андрес | Мартин Романг | Диего Перрен     | Патрик Лёртшер тренер: Штефан Кайзер | ЧШМ 2001                            |
| 2001—02 | Патрик Хюрлиман | Доминик Андрес | Мартин Романг | Диего Перрен     | Патрик Лёртшер тренер: Штефан Кайзер | ЧМ 2002 (5 место)                   |

(скипы выделены полужирным шрифтом